# 厄立特里亚国徽
厄立特里亞國徽是在厄立特里亞獨立之日起用。1993年5月24日，厄立特里亞從埃塞俄比亞獨立中的聲明中，國徽就開始擁有其法律作用。在訂立新國徽之前，厄立特里亞作為意大利王國的殖民地，就擁有傳統歐洲風格的國徽，但到1952年，歐洲紋章開始被取消，厄立特里亞採納了其他國徽，代表其國土。

## 現代國徽
整個國徽為圓形。厄立特里亞使用中的國徽，於1993年5月24日（獨立日）起用。此國徽主要包含了被桂冠花環包圍的一隻沙漠單峰駱駝，四周以橄欖枝裝飾。飾帶書有分別以提格雷尼亚语、英語和阿拉伯語書寫的國名。它具有政治意義。國徽中的駱駝是指厄立特里亞獨立運動中，戰時所使用的馱畜。牠負責運輸和運送貨物、軍備、糧食。因此國徽包含了厄立特里亞人民向獨立奮鬥的愛國心。
| 語言 | 提格雷尼亚语 | 英語                 | 阿拉伯語     |
| 文字 | ሃገረ ኤርትራ     | The State of Eritrea | دولة إرتريا، |

### 历代国徽
|                                       |                                       |                                       |                                           |
| 意大利殖民時期(1919-1926年)使用的紋章 | 意大利殖民時期(1926-1941年)使用的紋章 | 意大利殖民時期(1941-1952年)使用的紋章 | 被埃塞俄比亞吞併時(1952-1962年)使用的國徽 |

### 各版本
|          |          |            |            |
| 标准版本 | 正式版本 | 浅蓝色版本 | 深蓝色版本 |